# Rivière du Brûlé (Rimouski)
Pour les articles homonymes, voir Rivière Brûlée et Brûlé.
La rivière du Brûlé coule entièrement dans la ville de Rimouski, dans la municipalité régionale de comté (MRC) de Rimouski-Neigette, dans la région administrative du Bas-Saint-Laurent, au Québec, au Canada.
Prenant sa source du côté sud-ouest de la route 232, la rivière du Brûlé coule dans une plaine surtout agricole, en traversant des zones forestières. Elle se déverse dans un coude de rivière sur la rive est de la rivière Rimouski ; de là, cette dernière coule vers le nord, jusqu'à la rive sud du fleuve Saint-Laurent où elle se déverse au cœur de la ville de Rimouski.

## Géographie
La rivière du Brûlé prend sa source de ruisseaux agricoles. Cette source est située à :
- 7,0 km au sud-est du littoral sud-est du fleuve Saint-Laurent ;
- 0,6 km au sud-ouest de la route 232.

À partir du lac de tête, la rivière du Brûlé coule sur 6,3 km, répartis selon les segments suivants :
- 0,5 km vers le sud, jusqu'à la limite de Sainte-Odile-sur-Rimouski ;
- 1,9 km vers le sud-ouest, en recueillant les eaux d'un ruisseau (venant du nord), jusqu'au chemin des Pointes ;
- 0,8 km vers l'ouest, jusqu'au chemin Saint-Léon ;
- 2,4 km vers le sud-ouest, jusqu'au chemin Beauséjour ;
- 0,7 km vers l'ouest, jusqu'à la confluence de la rivière[2].

La rivière du Brûlé se déverse sur la rive est de la rivière Rimouski à :
- 8,1 km au sud-est du littoral sud-est du fleuve Saint-Laurent ;
- 6,5 km en amont du barrage de Rimouski ;
- 0,3 km en aval de la confluence de la Rivière Rigoumabe.

## Toponymie
Le toponyme Rivière du Brûlé a été officialisé le 5 décembre 1968 à la Commission de toponymie du Québec.